# Tres Valles Varesinos 2021
La 100.ª edición de la clásica ciclista Tres Valles Varesinos fue una carrera en Italia que se celebró el 5 de octubre de 2021 sobre un recorrido de 196,7 kilómetros con inicio en la ciudad de Busto Arsizio y final en la ciudad de Varese.
La carrera formó parte del UCI ProSeries 2021, dentro de la categoría 1.Pro. El vencedor fue el italiano Alessandro De Marchi del Israel Start-Up Nation seguido del también italiano Davide Formolo y el esloveno Tadej Pogačar, ambos del UAE Emirates.

## Equipos participantes
Tomaron parte en la carrera 22 equipos: 15 de categoría UCI WorldTeam, 8 de categoría UCI ProTeam y uno de categoría Continental. Formando así un pelotón de 166 ciclistas de los que acabaron 41. Los equipos participantes fueron:
| WorldTeams (15)- Astana-Premier Tech - AG2R Citroën Team - Bora-Hansgrohe - Cofidis - EF Education-Nippo - Groupama-FDJ - Ineos Grenadiers - Intermarché-Wanty-Gobert Matériaux - Israel Start-Up Nation - Lotto Soudal - Movistar Team - Team BikeExchange - Qhubeka NextHash - Trek-Segafredo - UAE Team Emirates ProTeams (8)- Eolo-Kometa - Androni Giocattoli-Sidermec - Bardiani CSF Faizanè - Caja Rural-Seguros RGA - Euskaltel-Euskadi - Arkéa-Samsic - TotalEnergies - Vini Zabù Equipo continental- Amore & Vita-Prodir |
| |

## Clasificación final
- Las clasificaciones finalizaron de la siguiente forma:[4]

| \| Clasificación general \| Clasificación general \| Clasificación general \| Clasificación general \| Clasificación general \| \| Ciclista \| Ciclista \| Equipo \| Tiempo \| \| \| --------------------- \| ---------------------- \| ---------------------------------- \| --------------------- \| --------------------- \| \| 1.º \| Alessandro De Marchi \| Israel Start-Up Nation \| 4 h 47 min 04 s \| \| \| 2.º \| Davide Formolo \| UAE Team Emirates \| + 0 s \| \| \| 3.º \| Tadej Pogačar \| UAE Team Emirates \| + 38 s \| \| \| 4.º \| Benoît Cosnefroy \| AG2R Citroën Team \| + 38 s \| \| \| 5.º \| Andreas Kron \| Lotto-Soudal \| + 38 s \| \| \| 6.º \| Sergio Higuita \| EF Education-Nippo \| + 38 s \| \| \| 7.º \| Lorenzo Rota \| Intermarché-Wanty-Gobert Matériaux \| + 38 s \| \| \| 8.º \| David Gaudu \| Groupama-FDJ \| + 38 s \| \| \| 9.º \| Alessandro Covi \| UAE Team Emirates \| + 38 s \| \| \| 10.º \| Aurélien Paret-Peintre \| AG2R Citroën Team \| + 38 s \| \| |                        |                                    |                 |
| |                        |                                    |                 |
| Fuente: ProCyclingStats |                        |                                    |                 |
| Clasificación general |                        |                                    |                 |
| Ciclista | Ciclista               | Equipo                             | Tiempo          |
| 1.º | Alessandro De Marchi   | Israel Start-Up Nation             | 4 h 47 min 04 s |
| 2.º | Davide Formolo         | UAE Team Emirates                  | + 0 s           |
| 3.º | Tadej Pogačar          | UAE Team Emirates                  | + 38 s          |
| 4.º | Benoît Cosnefroy       | AG2R Citroën Team                  | + 38 s          |
| 5.º | Andreas Kron           | Lotto-Soudal                       | + 38 s          |
| 6.º | Sergio Higuita         | EF Education-Nippo                 | + 38 s          |
| 7.º | Lorenzo Rota           | Intermarché-Wanty-Gobert Matériaux | + 38 s          |
| 8.º | David Gaudu            | Groupama-FDJ                       | + 38 s          |
| 9.º | Alessandro Covi        | UAE Team Emirates                  | + 38 s          |
| 10.º | Aurélien Paret-Peintre | AG2R Citroën Team                  | + 38 s          |

## UCI World Ranking
Los Tres Valles Varesinos otorgó puntos para el UCI World Ranking para corredores de los equipos en las categorías UCI WorldTeam, UCI ProTeam y Continental. Las siguientes tablas muestran el baremo de puntuación y los 10 corredores que obtuvieron más puntos:
| Posición              | 1.º | 2.º | 3.º | 4.º | 5.º | 6.º | 7.º | 8.º | 9.º | 10.º | 11.º | 12.º | 13.º | 14.º | 15.º | 16.º-30.º | 31.º-40.º |
| Clasificación general | 200 | 150 | 125 | 100 | 85  | 70  | 60  | 50  | 40  | 35   | 30   | 25   | 20   | 15   | 10   | 5         | 3         |

| Clasificación |                        |                                    |         |
| Posición      | Ciclista               | Equipo                             | General |
| ------------- | ---------------------- | ---------------------------------- | ------- |
| 1.º           | Alessandro De Marchi   | Israel Start-Up Nation             | 200     |
| 2.º           | Davide Formolo         | UAE Emirates                       | 150     |
| 3.º           | Tadej Pogačar          | UAE Emirates                       | 125     |
| 4.º           | Benoît Cosnefroy       | AG2R Citroën                       | 100     |
| 5.º           | Andreas Kron           | Lotto Soudal                       | 85      |
| 6.º           | Sergio Higuita         | EF Education-NIPPO                 | 70      |
| 7.º           | Lorenzo Rota           | Intermarché-Wanty-Gobert Matériaux | 60      |
| 8.º           | David Gaudu            | Groupama-FDJ                       | 50      |
| 9.º           | Alessandro Covi        | UAE Emirates                       | 40      |
| 10.º          | Aurélien Paret-Peintre | AG2R Citroën                       | 35      |